# Azerbaiyán en los Juegos Europeos
Azerbaiyán en los Juegos Europeos está representado por el Comité Olímpico Nacional de Azerbaiyán, miembro de los Comités Olímpicos Europeos. Ha obtenido un total de 95 medallas: 29 de oro, 27 de plata y 39 de bronce.

## Medalleros

### Por edición
| Evento        | Oro | Plata | Bronce | Total |
| ------------- | --- | ----- | ------ | ----- |
| Bakú 2015     | 21  | 15    | 20     | 56    |
| Minsk 2019    | 5   | 10    | 13     | 28    |
| Cracovia 2023 | 3   | 2     | 6      | 11    |
| TOTAL         | 29  | 27    | 39     | 95    |

### Por deporte
| Evento     | Oro | Plata | Bronce | Total |
| ---------- | --- | ----- | ------ | ----- |
| Boxeo      | 7   | 2     | 6      | 15    |
| Esgrima    | 0   | 1     | 1      | 2     |
| Gimnasia   | 1   | 5     | 4      | 10    |
| Judo       | 1   | 3     | 5      | 9     |
| Karate     | 7   | 3     | 4      | 14    |
| Kickboxing | 1   | 0     | 0      | 1     |
| Lucha      | 9   | 5     | 11     | 25    |
| Muay thai  | 0   | 0     | 3      | 3     |
| Piragüismo | 0   | 1     | 0      | 1     |
| Sambo      | 0   | 5     | 2      | 7     |
| Taekwondo  | 3   | 2     | 2      | 7     |
| Triatlón   | 0   | 0     | 1      | 1     |
| TOTAL      | 29  | 27    | 39     | 95    |